# Carl Heinrich Bornebusch
Aage Carl Heinrich Hartmann Bornebusch, född 29 januari 1886 i Radstens församling i Danmark, död 13 juni 1951 i Springforbi i Danmark, var en dansk skogsman, biolog och professor.
Bornebusch blev filosofie doktor 1930 på avhandlingen The Fauna of Forest Soil och senare professor. Han var från 1933 föreståndare för Statens forstlige forsöksvaesen vid Springforbi i Danmark.